# Aurantinidina
La aurontinidina es una antocianidina, un pigmento natural hidrosoluble hallado en las flores de Impatiens aurantiaca (Balsaminaceae), y también en cultivares del género Alstroemeria. Es un derivado por hidroxilación de otra antocianidina, la pelargonidina.